# Attentat à la gare routière centrale de Colombo
L'attentat à la gare routière centrale de Colombo est un attentat à la voiture piégée survenu le 21 avril 1987 à la gare routière centrale de Colombo, à Pettah, à Colombo, au Sri Lanka. La bombe de 36 kg a tué 113 personnes et a laissé un cratère de 3 mètres dans le sol.